# I'm Happy Just to Dance with You
Singles de The Beatles
Sgt. Pepper's Lonely Hearts Club Band - With a Little Help from My Friends / A Day in the Life
(1978) Free as a Bird / Christmas Time (Is Here Again)
(1995)
Pistes de A Hard Day's Night
If I Fell
(3) And I Love Her
(5)
I'm Happy Just to Dance with You est une chanson des Beatles composée par Lennon/McCartney pour la bande originale de leur film A Hard Day's Night. Elle est interprétée par George Harrison : il s'agit en effet de la seule chanson à ne pas être interprétée par Lennon ou McCartney sur l'album accompagnant le film. Il s'agit d'une chanson assez simple que le duo de compositeurs a qualifiée d'exercice, plus qu'autre chose. Enregistrée en quelques prises un dimanche de mars 1964, elle est rapidement oubliée.
Seconde des deux chansons composées par Lennon/McCartney pour George Harrison, I'm Happy Just to Dance with You est interprétée durant un mois en concert, avant d'être délaissée au profit d'une reprise de Carl Perkins. La chanson elle-même a fait l'objet de peu de reprises, une notable étant celle d'Anne Murray qui est un temps entrée dans les charts en 1980.

## Historique

### Composition et enregistrement

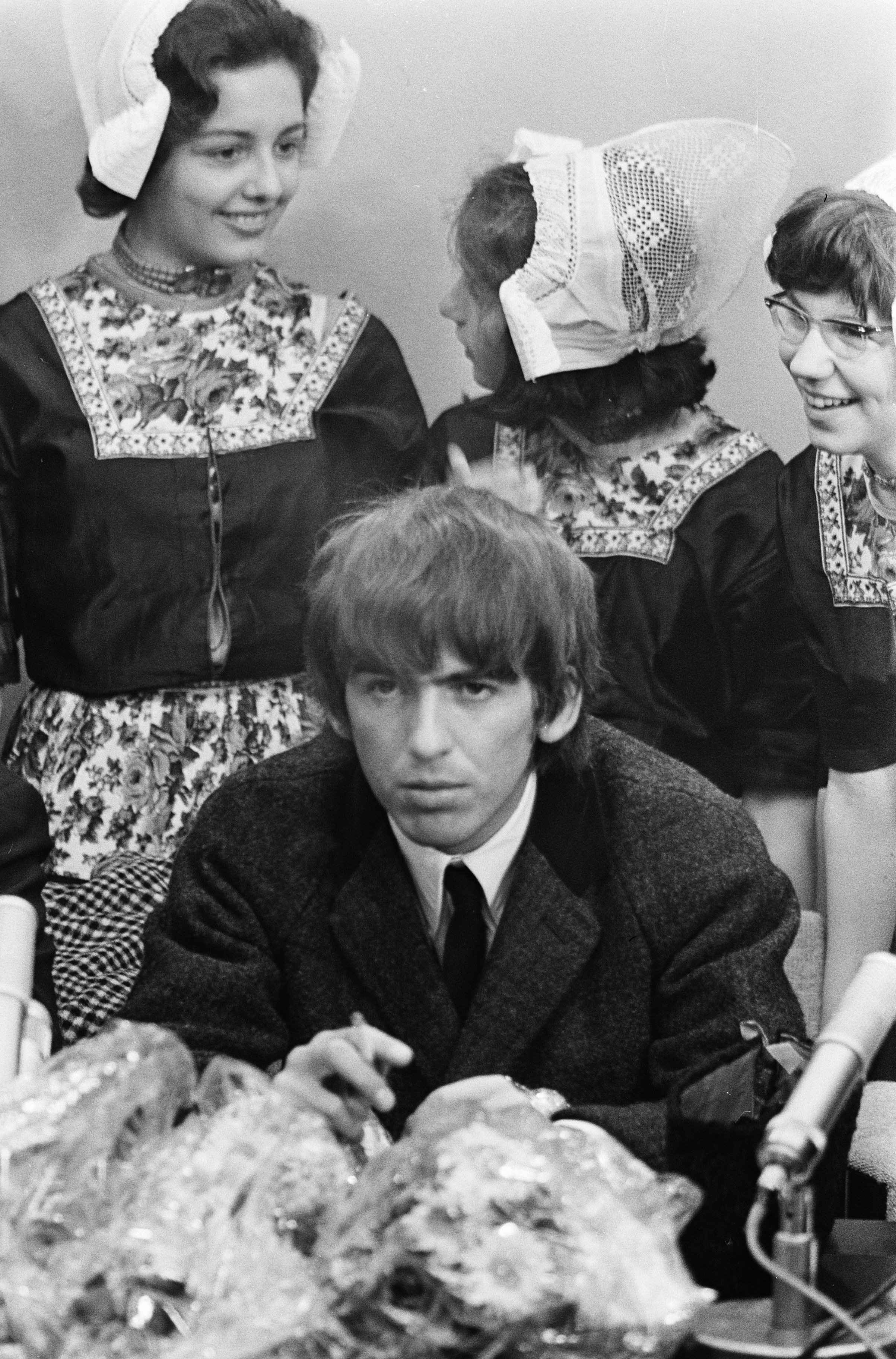
I'm Happy Just to Dance with You est l'une des deux seules chansons composées par le duo Lennon/McCartney pour George Harrison.

Au début de 1964, George Harrison est encore un compositeur timide. S'il a déjà publié une première chanson en 1963, Don't Bother Me, il se montre depuis hésitant et tarde à produire la suivante, You Know What to Do, qui ne sera jamais terminée. I'm Happy Just to Dance with You est donc la seconde et dernière chanson signée Lennon/McCartney à être interprétée par Harrison, après Do You Want to Know a Secret sur le premier album des Beatles. La chanson n'est pas de grande qualité, comme le concède Lennon : « On l'a écrite pour George, pour lui donner un petit moment d'activité. Je n'aurais pas pu chanter ça. » McCartney la qualifie pour sa part d'exercice d'écriture ; de chanson correspondant aux standards de l'époque mais sans grande saveur, que lui et Lennon n'aimaient pas chanter. Il s'agit en effet d'une des dernières fois que le tandem œuvre à une chanson directement adressée à un public d'adolescentes, à l'image de leurs premiers hits, From Me to You ou Thank You Girl.
En dépit de ses paroles simples, la chanson conserve quelques qualités d'écriture dans la progression des accords, mais également dans la construction même, notamment la façon très inhabituelle dont elle commence par le milieu du pont.
L'enregistrement est rondement mené, en une heure, le matin du dimanche 1er mars 1964. Il s'agit de la toute première fois que les Beatles travaillent en studio hors des horaires de travail conventionnelles. Les trois premières prises consistent à l'enregistrement d'une piste rythmique, mais la troisième avorte et la deuxième est considérée comme suffisamment bonne. Les membres du groupe y jouent chacun de leur instrument habituel. La quatrième et dernière prise consiste à l'ajout du chant (doublé) de George Harrison, des chœurs de Lennon et McCartney, et d'un jeu de tambour arabe par Ringo Starr. Le mixage monophonique est réalisé dans l'urgence le 3 mars à la demande d'United Artists qui a besoin de la bande originale du film A Hard Day's Night. Le mixage stéréo est pour sa part réalisé le 22 juin.

### Parution et reprises
I'm Happy Just to Dance with You est publiée en quatrième position sur l'album britannique A Hard Day's Night le 10 juillet 1964. Le disque, seul album des Beatles à ne comprendre que des chansons signées Lennon/McCartney, atteint rapidement la tête des charts. Aux États-Unis, son parcours est plus complexe puisqu'elle apparaît à la fois le 26 juin sur la bande originale du même nom publiée par United Artists Records, puis le 20 juillet sur Something New publié par Capitol Records. Elle paraît enfin le 26 juillet en face B du single I'll Cry Instead exclusif à l'Amérique. Il s'agit en revanche de la seule chanson issue du film à ne pas paraître en 45 tours au Royaume-Uni, que ce soit sur single, ou sur l'EP Extracts from the Film A Hard Day's Night.
Le 17 juillet 1964, les Beatles enregistrent une version de cette chanson pour une diffusion le 3 août sur la BBC à l'émission From Us To You. C'est un de ces rares enregistrements d'une chanson qui ne sera pas publié sur ni l'un ni l'autre des albums compilation Live at the BBC . I'm Happy Just to Dance with You est également rapidement introduite au répertoire scénique du groupe, comme prestation de George Harrison sur scène, lors d'une tournée d'octobre-novembre 1964 en Angleterre. Elle est cependant vite abandonnée au profit de la reprise de Everybody's Trying to Be My Baby de Carl Perkins. Enfin, il s'agit de la seule chanson qu'interprète Harrison dans le film A Hard Day's Night, dans une scène tournée au Scala Theatre de Charlotte Street, à Londres.
Cette chanson paraîtra sur la face B d'un 45-tours, couplée au montage Beatles Movie Medley, publié simultanément au 33 tours Reel Music le 22 mars 1982.
Malgré son caractère anecdotique, I'm Happy Just to Dance with You a fait l'objet de plus d'une dizaine de reprises, notamment en 2008 par les Smithereens dans un album de reprises de face B des Beatles, et dans une version instrumentale par George Martin, en 1964. Elle a surtout fait l'objet d'une reprise par Anne Murray en 1980, qui est entrée quelque temps dans les charts aux États-Unis. En délaissant le rock au profit de tons plus proche de la ballade, sa reprise a mis en valeur quelques qualités musicales de la chanson qui ressortaient moins dans la version originale, plus rock.

#### Publication en France
La chanson arrive en France en octobre 1964 sur la face A d'un 45 tours EP (« super 45 tours ») sous-titré : Chansons du film « 4 Garçons dans le vent » ; elle est accompagnée  de If I Fell. Sur la face B figurent Things We Said Today et When I Get Home. On voit sur la pochette le groupe assis dans des sièges pliants de cinéma, ils se font coiffer par les figurantes de la scène du train dans le film. Pattie Boyd est derrière son futur époux, George Harrison.

## Fiche technique

### Interprètes
- George Harrison : chant, guitare solo
- John Lennon : chœurs, guitare rythmique
- Paul McCartney : chœurs, basse
- Ringo Starr : batterie, percussions arabes

### Équipe de production
- George Martin : producteur
- Norman Smith : ingénieur du son
- Richard Langham : ingénieur du son
- A. B. Lincoln : ingénieur du son